# Polypogon hondoensis
Polypogon hondoensis är en gräsart som beskrevs av Jisaburo Ohwi. Polypogon hondoensis ingår i släktet skäggrässläktet, och familjen gräs. Inga underarter finns listade i Catalogue of Life.